# 670740 Mihailsandu
670740 Mihailsandu este o planetă minoră (asteroid) din centura de asteroizi. A fost descoperită pe 28 septembrie 2013 la  de . 
Obiectul prezintă o orbită caracterizată de o semiaxă mare de 2,6413497175661 UAi, o excentricitate de 0,26899019934005, o înclinație de 14,764980243158 ° în raport cu ecliptica.